# Odžak (Bugojno)
Pour les articles homonymes, voir Odžak.
Odžak (en cyrillique : Оџак) est un village de Bosnie-Herzégovine. Il est situé dans la municipalité de Bugojno, dans le canton de Bosnie centrale et dans la fédération de Bosnie-et-Herzégovine. Selon les premiers résultats du recensement bosnien de 2013, il compte 327 habitants.

## Histoire
Le village abrite deux tours-résidences remontant à la fin du XVIIe siècle et à la période ottomane de la Bosnie-Herzégovine : la tour Rustempašić et la tour Sulejmanpašić ; ces deux tours sont inscrites sur la liste des monuments nationaux du pays,.

## Démographie

### Évolution historique de la population
| 1948 | 1953 | 1961 | 1971 | 1981 | 1991 | 2013 |
| ---- | ---- | ---- | ---- | ---- | ---- | ---- |
| -    | -    | 426  | 468  | 486  | 523  | 327  |

|  |

### Communauté locale
En 1991, la communauté locale d'Odžak comptait 1 327 habitants, répartis de la manière suivante :